# Gordon Granger
Gordon Granger (Joy, 6 novembre 1821 – Santa Fe, 10 gennaio 1876) è stato un generale statunitense.
Granger è noto in particolare per aver emesso il General Order No. 3 il 19 giugno 1865, a Galveston, nel Texas, col quale informava i residenti dell'Emancipation Proclamation del presidente Abraham Lincoln che aveva liberato tutti gli schiavi nei territori dell'Unione dal 1º gennaio 1863. Il 19 giugno è considerato ancora oggi giorno festivo negli Stati Uniti ed è noto come Juneteenth.

## Biografia

### La famiglia e i primi anni
Granger nacque a Joy, nella contea di Wayne, nel 1821, figlio di Gaius Granger e di Catherine Taylor. Si diplomò alla United States Military Academy nel 1845 piazzandosi trentacinquesimo su una classe di quarantuno cadetti. Venne assegnato come sottotenente al 2º reggimento di fanteria di stanza a Detroit, Michigan. Nel 1846 venne trasferito al 3º reggimento di fucilieri a cavallo presso le Jefferson Barracks Military Post, in Missouri.

### Guerra messico-statunitense
Nel corso della guerra messico-statunitense, Granger combatté nell'esercito di Winfield Scott. Prese parte all'assedio di Veracruz, alla battaglia di Cerro Gordo, alla battaglia di Contreras, alla battaglia di Churubusco ed alla battaglia per Città del Messico. Granger ricevette due encomi per il valore dimostrato e, dopo la guerra, prestò servizio sulla frontiera occidentale in Oregon e poi nel Texas. Nel 1853 fu promosso tenente.

### La guerra civile
Quando scoppiò la guerra civile americana, Granger era in malattia e venne temporaneamente assegnato allo staff del generale George B. McClellan nell'Ohio. Dopo essersi ripreso, venne trasferito nuovamente al 3º reggimento di fanteria a cavallo e promosso capitano nel maggio del 1861. Come aiutante del generale Samuel Davis Sturgis combatté nella battaglia di Dug Springs e fu presente alla sconfitta dell'Unione a Wilson's Creek nell'agosto del 1861 nel Missouri, dove prestava servizio come ufficiale dello staff del generale Nathaniel Lyon. Granger venne nuovamente citato per il suo valore a Wilson's Creek, ottenendo il brevetto di maggiore e divenendo comandante dell'arsenale di Saint Louis.
Nel novembre del 1861, Granger assunse il comando del 2º reggimento di cavalleria del Michigan di stanza alle Benton Barracks a Saint Louis, divenendo colonnello dei volontari. Un veterano unionista scrisse nelle sue memorie che "il genio militare [di Granger] ben presto ebbe modo di esplicarsi in una serie di severe lezioni agli ufficiali volontari ed agli uomini di questo reggimento. Li pose a pieno regime nel giro di tre mesi," e "per quanto potesse apparire burbero, riuscì ad ottenere il rispetto del suo reggimento e con la sua attenzione a tutti i dettagli a mantenere la disciplina."
Nel febbraio del 1862, per ordine del generale John Pope, il 2° Michigan venne chiamato da Saint Louis a Commerce, dove Pope riunì quasi 20 000 uomini per poter avanzare su New Madrid. Granger assunse il controllo della 3ª brigata di cavalleria composta dal 2º e dal 3º reggimento di cavalleria. Dopo che anche il 7º cavalleria si fu unito alla brigata, questa venne riorganizzata in una divisione di cavalleria.
Il 26 marzo 1862 Granger venne promosso generale di brigata dei volontari e comandò la divisione di cavalleria dell'armata del Mississippi durante la battaglia di New Madrid e l'assedio di Corinth. Venne promosso maggiore generale dei volontari il 17 settembre 1862 ed ottenne il comando dell'armata del Kentucky. Condusse delle azioni con la cavalleria nel Tennessee centrale prima che la sua armata venisse unita a quella del Cumberland per costituire il corpo di riserva.

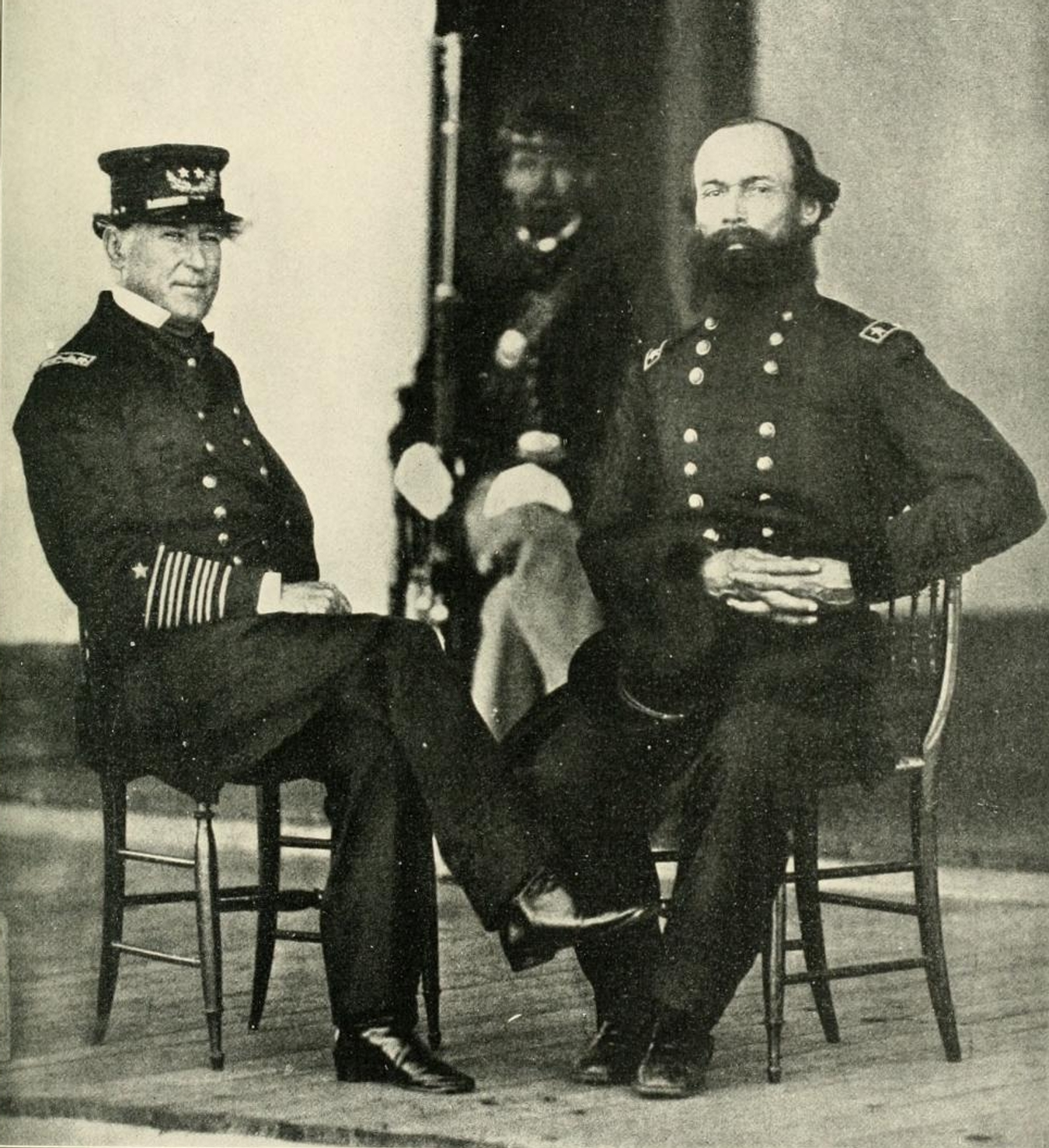
L'ammiraglio David Farragut ed il generale Gordon Granger

Granger è noto soprattutto per la sua azione di comando nella battaglia di Chickamauga. Qui, il 20 settembre 1863, nel secondo giorno degli scontri, andò a rinforzare coi suoi uomini, di sua iniziativa, il XIV corpo d'armata comandato dal maggiore generale George Henry Thomas presso Snodgrass Hill ordinando a James B. Steedman di inviare due brigate al suo comando per assistere Thomas. Quando Thomas gli chiese se potesse contrattaccare le forze confederate, Granger replicò: "I miei uomini sono freschi e pronti al lavoro. Sono truppe vive e non aspettano altro che il segnale di carica." Quest'azione impegnò i confederati sino al calare del sole, permettendo alle forze unioniste di ritirarsi in buon ordine. Dopo la battaglia, Granger scrisse nel suo rapporto: "essendo ormai convinto, a giudicare dai suoni della battaglia, che il nemico lo stesse pressando [Thomas], e temendo che non fosse in grado di resistere ad un attacco combinato del nemico, determinai di prestargli assistenza."
Il comando di Granger a Chickamauga gli valse il comando del IV corpo d'armata nell'armata del Cumberland comandata dal generale Thomas, e venne promosso tenente colonnello. Sotto il suo comando, il IV corpo d'armata ebbe modo di distinguersi nella terza battaglia di Chattanooga. Due divisioni del IV corpo d'armata, quella comandata da Thomas J. Wood e quella al comando di Philip Sheridan, furono tra quelle unità che assaltarono il centro delle linee confederate presso Missionary Ridge. Le forze unioniste irruppero su quelle confederate comandate dal generale Braxton Bragg. Dopo Chattanooga, Granger prese parte al salvataggio dell'assedio di Knoxville. Malgrado questi successi, la sua eccessiva schiettezza coi suoi superiori, incluso il generale Ulysses S. Grant, il quale aveva un odio particolare per Granger, gli impedirono di ottenere ulteriori comandi nel teatro orientale della guerra civile. Venne inviato nel Dipartimento del Golfo al comando del generale E. R. S. Canby ed ottenne il comando di una divisione per supportare da terra le operazioni navali condotte dall'ammiraglio David Farragut nel Golfo del Messico. Granger guidò le sue forze di terra alla cattura dei forti di Gaines e Morgan in congiunzione alle operazioni presso la battaglia di Mobile Bay. Granger comandò il XIII corpo d'armata durante la battaglia di Fort Blakeley, che portò poi alla caduta della città di Mobile, in Alabama.

### Dopo la guerra

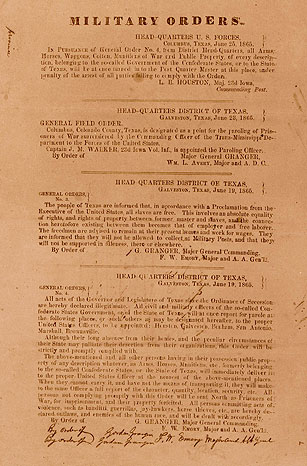
Il General Order No. 3 del 19 giugno 1865

Quando la guerra si concluse, Granger ottenne il comando del distretto militare del Texas. Il 19 giugno 1865 nella città di Galveston, uno dei suoi primi compiti fu quello di leggere pubblicamente il General Order No. 3 che così iniziava:
 Questo portò a dimostrazioni di gioia da parte della popolazione locale che istituì la festività del "Juneteenth" che commemora ancora oggi l'abolizione della schiavitù nel Texas.
Il 2 maggio 1866 Granger venne eletto membro del Military Order of the Loyal Legion of the United States, una prestigiosa associazione militare per ufficiali d'esercito.
Granger rimase nell'esercito occupandosi del servizio volontari. Nel luglio del 1866, venne assegnato come colonnello comandante del ricostituito 25º reggimento fanteria, venendo poi riassegnato al 15º fanteria dal 15 dicembre 1870. Ottenne quindi il comando del distretto del Nuovo Messico dal 29 aprile 1871 al 1º giugno 1873. Ottenne nuovamente il comando del distretto del Nuovo Messico dal 31 ottobre 1875 al 10 gennaio 1876.
Il 10 gennaio 1876 Granger morì a Santa Fe, dove svolgeva l'incarico di comandante del distretto del Nuovo Messico. Venne sepolto nel Lexington Cemetery nel Kentucky.